# Buick Excelle GT
Buick Excelle GT – samochód osobowy klasy kompaktowej produkowany pod amerykańską marką Buick w latach 2009–2023.

## Pierwsza generacja

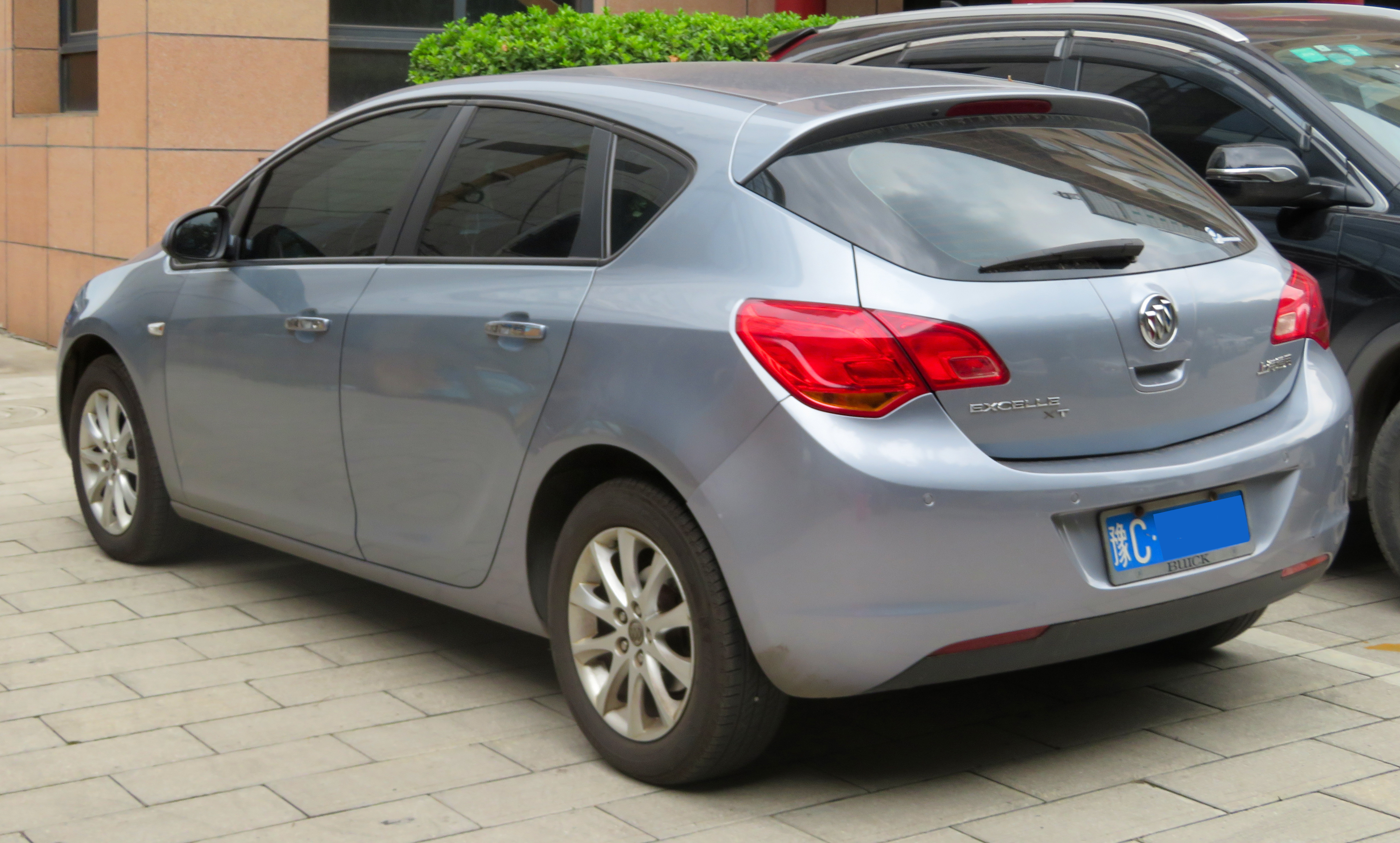
Buick Excelle XT - tył

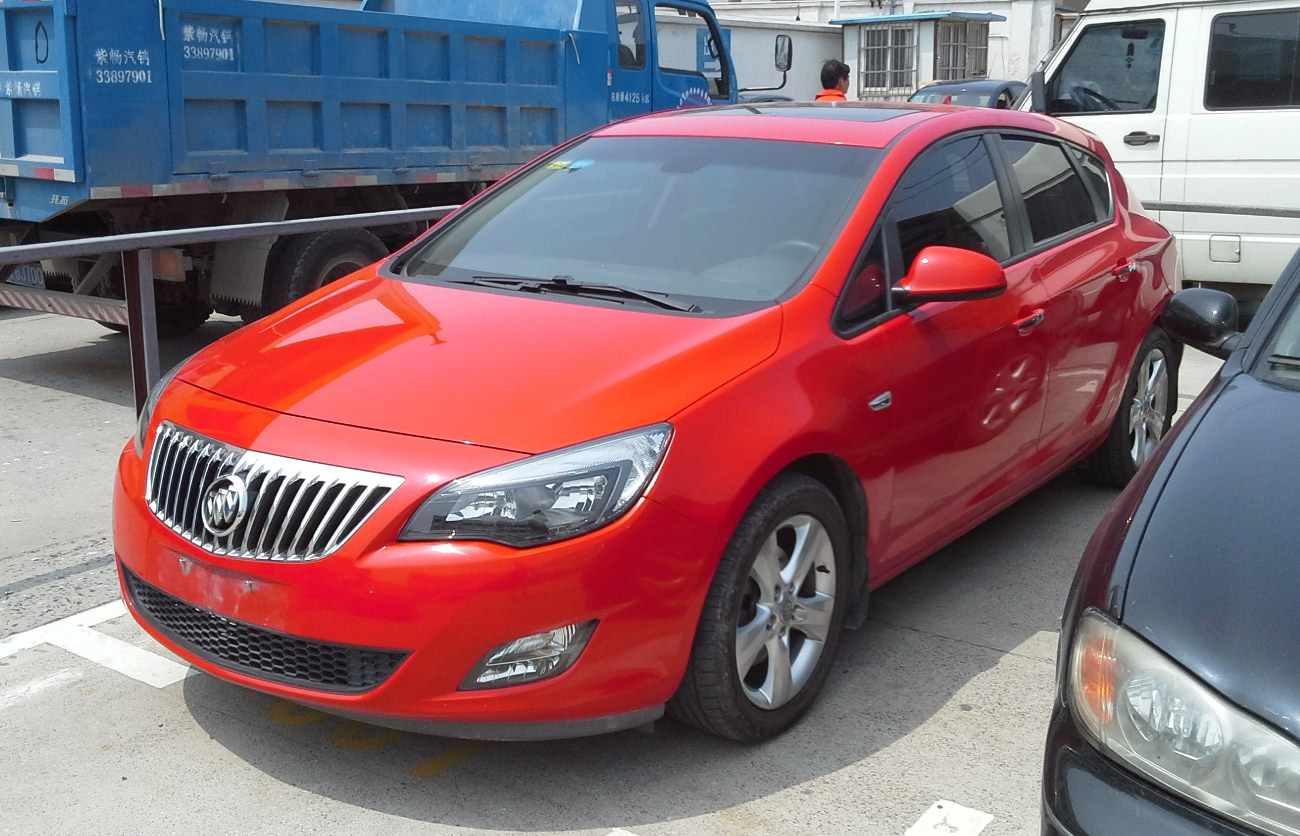
Buick Excelle XT Plus

Buick Excelle XT został zaprezentowany po raz pierwszy w 2009 roku.
Chiński oddział General Motors zdecydował się poszerzyć ofertę modelową marki Buick w Chinach o bliźniaczą wersję europejskiego Opla Astry J, który otrzymał nazwę Excelle XT. Samochód uplasował się w ofercie powyżej nieznacznie mniejszego modelu Excelle oferowanego od 2003 roku. 
Pod kątem wizualnym Buick Excelle XT zyskał niewielkie różnice wizualne względem europejskiego odpowiednika Opla. Kluczową cechą stała się wyraźnie większa, chromowana atrapa chłodnicy w kształcie odwrózonego trapezu, a także inne logotypy i dwa dostępne odcienie kloszy - srebrne i czarne. Produkcją zajął się zakład SAIC-GM w Szanghaju.

### Silniki
- R4 1.6l Family
- R4 1.6l Turbo
- R4 1.8l Family

### Excelle GT

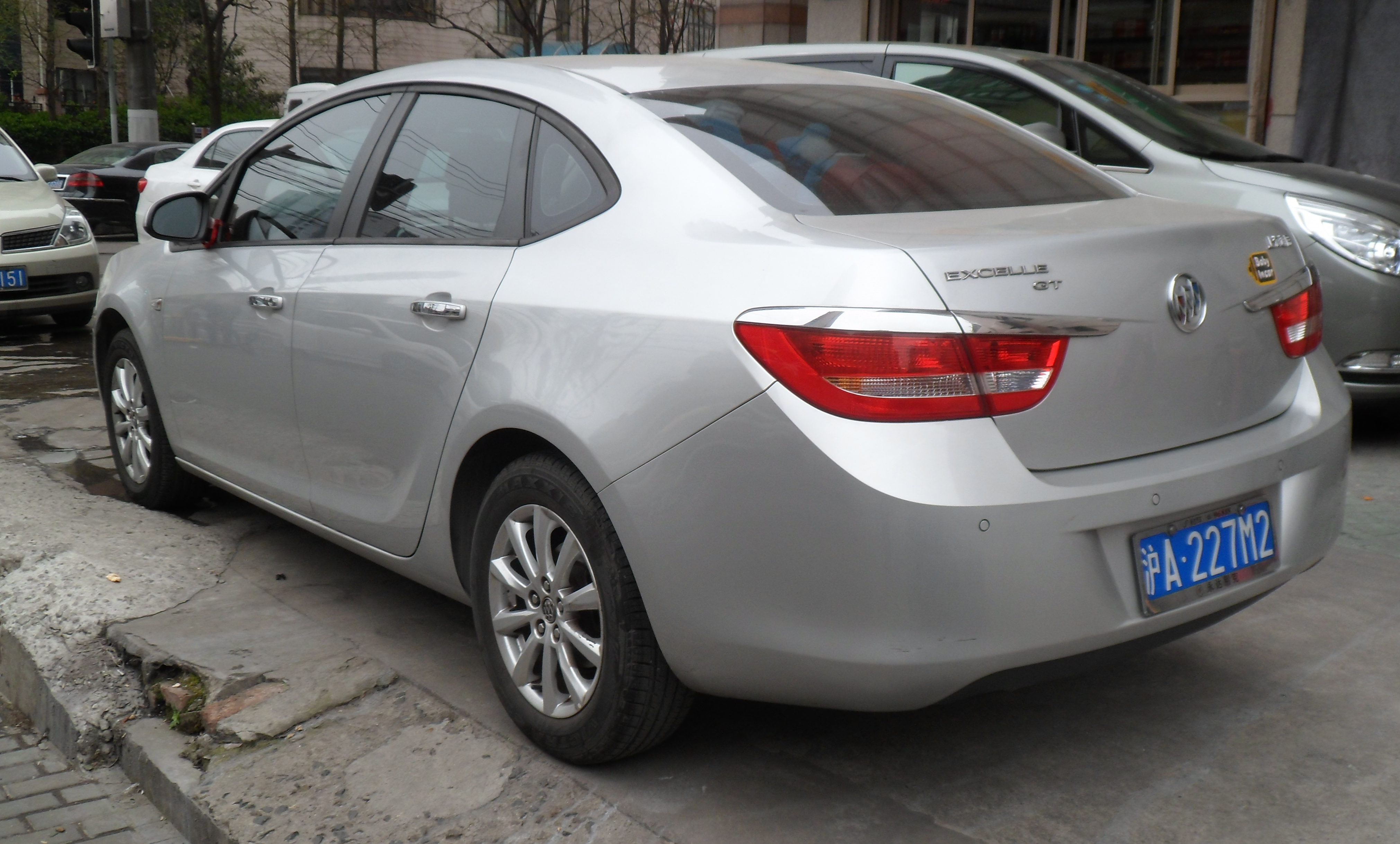
Buick Excelle GT - tył

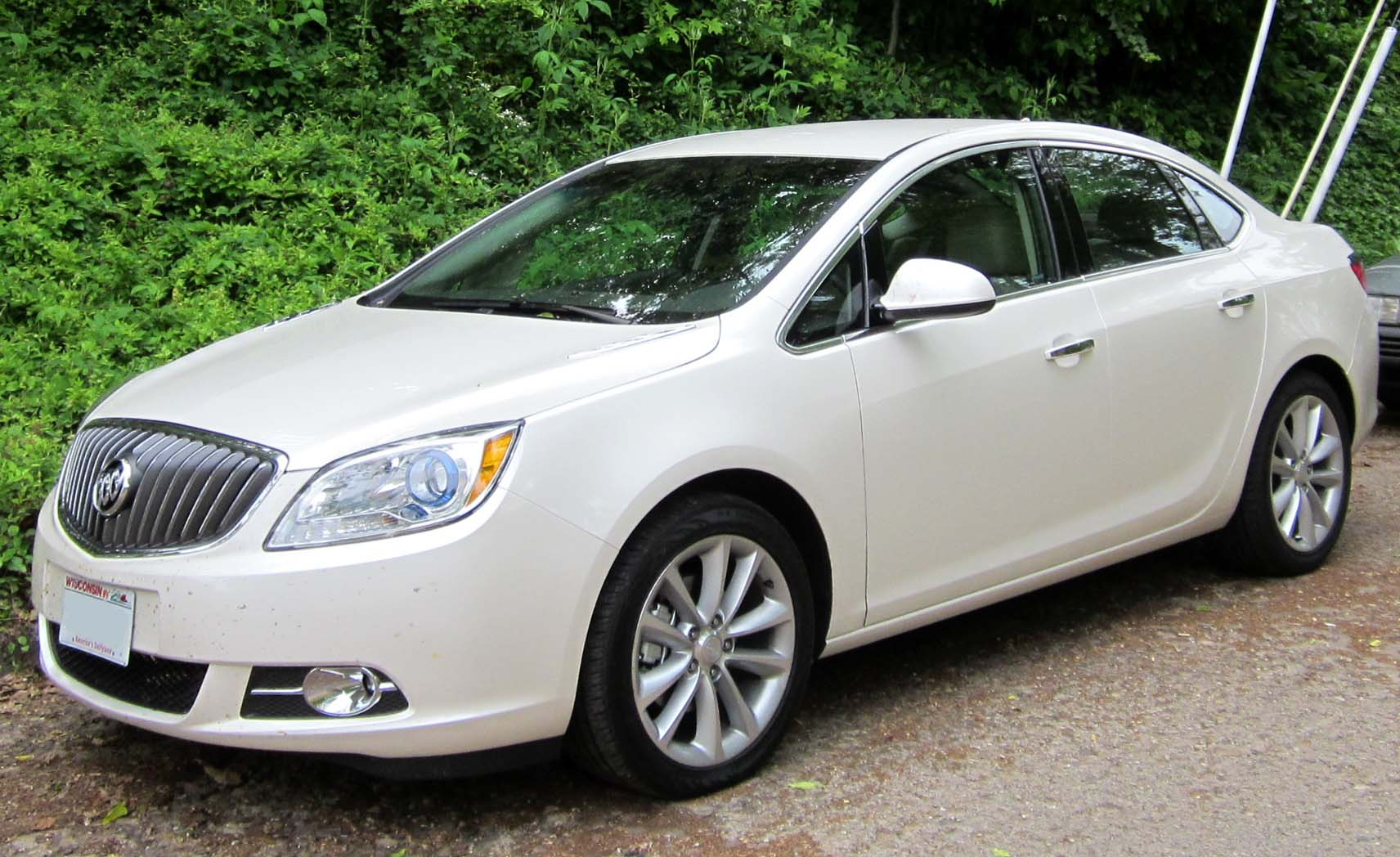
amerykański Buick Verano

Buick Excelle GT I został zaprezentowany po raz pierwszy w 2010 roku.
W czerwcu 2010 roku oferta została poszerzona o model Excelle GT, który był wersją sedan modelu XT. Aby podkreślić jego odrębny charakter, Buick nadał modelowi zupełnie inny wygląd przedniej części nadwozia z wyżej osadzonymi reflektorami, większą atrapą chłodnicy i chromowanymi ozdobnikami przy tylnych lampach.
Samochód również był bliźniaczą odmianą europejskiego Opla Astry, tym razem w wersji sedan, która zadebiutowała dwa lata później, we wrześniu 2012 roku, i różniła się od Excelle GT wyglądem przedniej i tylnej części nadwozia.

### Sprzedaż
Amerykański oddział Buicka zdecydował się wprowadzić Excelle GT także do sprzedaży na rodzimym rynku Ameryki Północnej w styczniu 2011 roku, nadając mu inną nazwę Buick Verano. Samochód był identyczny w stosunku do wersji chińskiej, mając jedynie oświetlenie zaadaptowane do potrzeb lokalnych wymogów prawnych.
Produkcja ruszyła wiosną 2011 roku w zakładach General Motors w Detroit, trwając do maja 2016 roku. Wówczas samochód został wycofany ze sprzedaży z Ameryki Północnej bez przewidzianego następcy.

### Silniki
- R4 1.6l Family
- R4 1.6l Turbo
- R4 1.8l Family

## Druga generacja

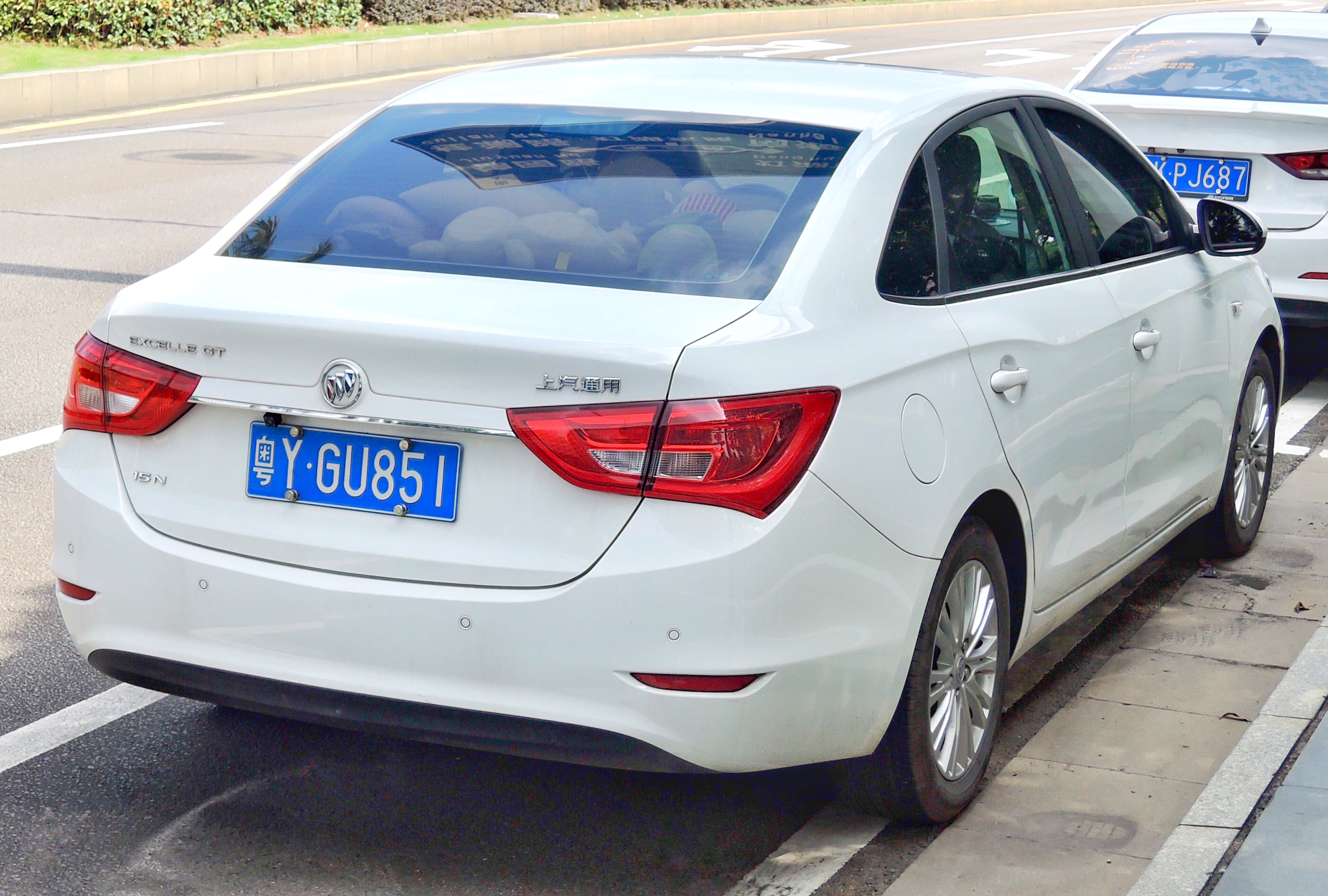
Buick Excelle GT II - tył

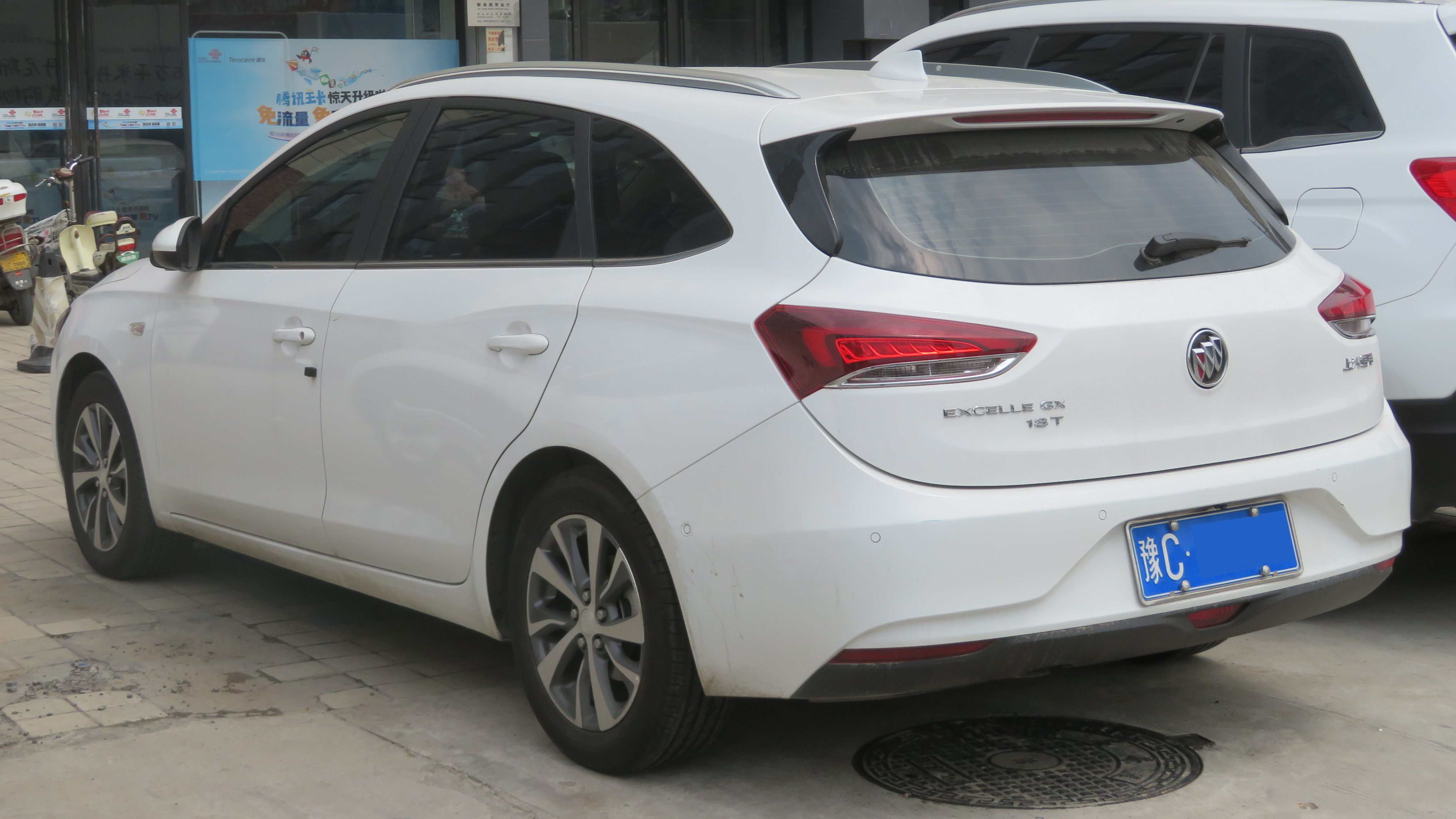
Buick Excelle GX

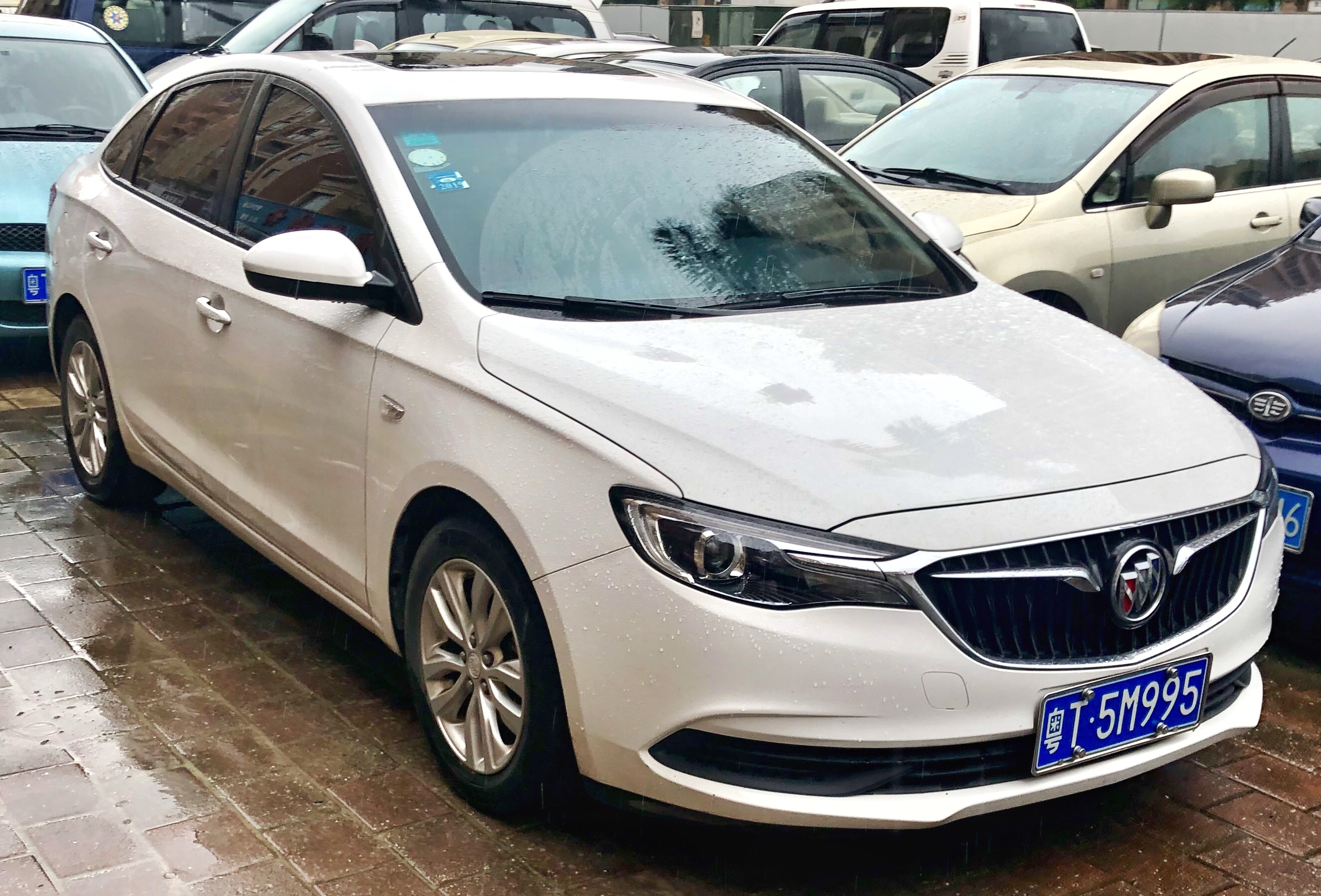
Buick Excelle GT II po liftingu

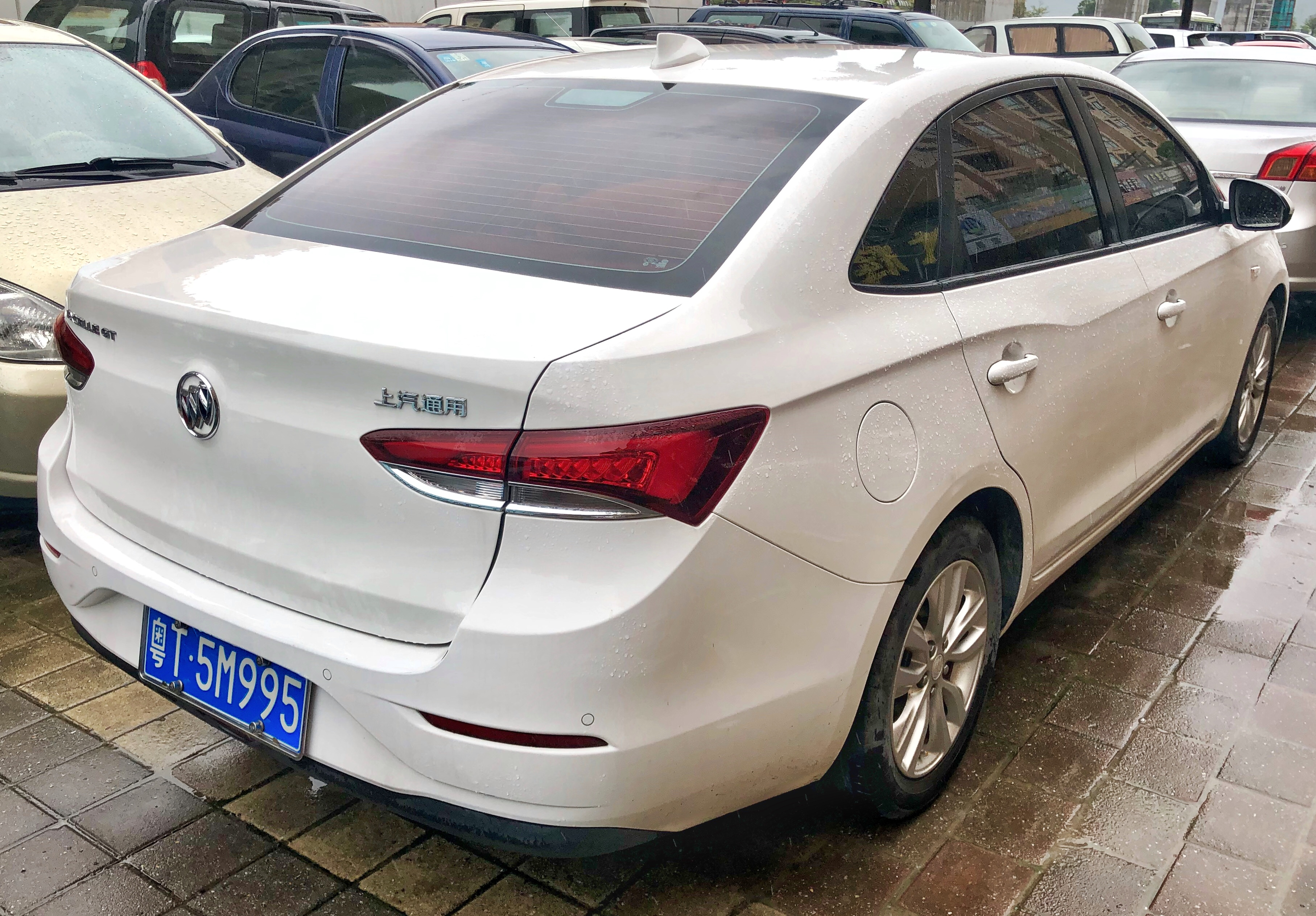
Buick Excelle GT II - tył po liftingu

Buick Excelle GT II został zaprezentowany po raz pierwszy w 2015 roku.
Druga generacja modelu Excelle GT opracowana została jako zupełnie nowa konstrukcja zastępująca produkowanego od 5 lat poprzednika, powstając w oparciu o platformę D2XX koncernu General Motors współdzieloną także z chińskim joint-venture SAIC-GM. 
Tym razem, samochód powstał jako samodzielna konstrukcja chińskiego oddziału marki i był jedynie technicznie powiązany z piątą generacją Opla Astry, opracowanego jeszcze pod skrzydłami General Motors. W porównaniu do poprzednika, samochód jest wyraźnie większy, a dzięki dłuższemu rozstawowi osi wygospodarowano więcej miejsca w tylnym rzędzie siedzeń. Excelle GT II został dopasowany do aktualnego wówczas języku stylistycznego marki, otrzymując charakterystyczne reflektory o strzelistym kształcie i dwuczęściowe tylne lampy.
Kabina pasażerska została utrzymana we wzornictwie odpowiadającym nowej estetyce Buicka, bliźniaczej z ówczesną gamą modelową Opla w Europie będącego w schyłkowym okresie podelgania wspólnemu macierzystemu General Motors. Konsolę centralną zdominował szeroki pas nawiewów z umieszczonym pomiędzy nimi dotykowym wyświetlaczem systemu multimedialnego.

### Excelle GX
Wersja hatchback pierwszej generacji, Excelle XT, również doczekała się następcy, który ponownie był bliźniaczą wersją Opla Astry. Samochód otrzymał jednak tym razem zupełnie inną nazwę, Buick Verano GS.  Zamiast hatchbacka, gamę nadwoziową poszeryła tym razem odmiana kombi o nazwie Excelle GX, która miała swoją premierę w październiku 2017 roku. Charakterystyczną cechą wizualną pojazdu w tej odmianie stała się klapa bagażnika zintegrowana z lampami, uchylana razem z nimi. Samochód nie zdobył dużej popularności i zniknął ze sprzedaży po 3 latach rynkowej obecności w 2020 roku.

### Lifting
Na przełomie 2017 i 2018 roku Buick Excelle GT drugiej generacji przeszedł obszerną restylizację nadwozia. Pas przedni zyskał zmodyfikowane, węższe reflektory połączone chromowaną poprzeczką z mniejszą atrapą chłodnicy w kształcie trapezu. Zmodyfikowany został ponadto wygląd zderzaka z węższym wlotem powietrza.
W ramach restylizacji gruntownie przeprojektowano tylną część nadwozia w przypadku 4-drzwiowego sedana. Miejsce na tablicę rejestracyjną przeniesiono na zderzak, za to lampy stały się węższe i otrzymały ostrzejszą formę.

### Silniki
- R3 1.0l LJI
- R3 1.3l LI6
- R4 1.4l LFF
- R4 1.5l L2B